# Стефан Мојсиловић
Стефан Мојсиловић (Сарајево, СР Босна и Херцеговина) српски је диригент из Босне и Херцеговине. Рођен је 1988. године у Сарајеву.

## Образовање
Послије завршене богословије Светог Петра Дабробосанског у Фочи, 2007. године уписао је Смјер за црквену музику и појање на Музичкој академији Универзитета у Источном Сарајеву, гдје је дипломирао 2011. године. Кроз цијело школовање пјевао је у разним хоровима и вокалним ансамблима, а највеће искуство стекао је у Хору богословије и у Камерном хору Смјера за црквену музику и појање, под диригентским руковођењем професора Рада Радовића. 
Током студирања био је један од оснивача Мушког вокалног ансамбла Смјера за црквену музику и појање (2008-2010) гдје је учествовао као диригент и пјевач, а био је и учесник Љетње школе црквеног појања Корнелију у спомен у Сремским  Карловцима (2009-2011). Са Камерним хором наступао је, као пјевач, на многим концертима и такмичењима у земљи и иностранству (Италија, Њемачка, Пољска...) и освојио неколико награда.  У току студија поред Камерног хора, пјевао је и био солиста истовремено у неколико ансамбала и хорова у Сарајеву (СПД ,Слога", вокална група ,Ихос"), а на предметима Хорско дириговање и Црквена хорска музика показује велики ангажман кроз често јавно дириговање са Камерним и Мушким ансамблом Смјера за црквену музику и појање, посебно на богослужењима СПЦ. 
У новембру 2013. гoдине мастер рад на тему "Празнично вечерње богослужење за мјешовити и једнородни хор" и стекао звање магистра црквене музике. 

## Рад у просвјети
У периоду 2011-2015. био је наставник у основним школама у Вогошћи, Семизовцу и Источном Сарајеву на предметима Музичка култура и Православна вјеронаука. 
Од 2018. године руководи Школом црквене музике при Центру за младе Митрополије Дабробосанске ,,Свети Петар Сарајевски"  у Источном Сарајеву, која је у међувремену прерасла у дјечији хор истоименог Центра.

## Рад у СПД „Слога“
Каријеру је нарочито афирмисао као диригент српског црквеног пјевачког друштва „Слога“ из Сарајева.  Од 2012. године ангажован је као диригент у овом друштву, а осим тога он уједно руководи и организује све њихове активности. Са „Слогом“ је остварио преко стотину наступа и концерата у земљи и иностранству, а са члановима хора покренуо је и низ фестивала и концерата који су временом постали врло признати и познати у хорским круговима. (Дани Слоге, Васкршњи концерт...). Поред дириговања појац је у Саборној цркви Рођења Пресвете Богородице у Сарајеву на свакодневним богослужењима, а био је члан-диригент мушког вокалног ансамбла ,,Сервикон" у Источном Сарајеву (2016-2019).